# 미신타파운동
미신타파운동은 무속 신앙 활동을 타파하기 위하여 일어났던 사회 운동으로, 새마을 운동 때에 본격적으로 시작되었다.

## 탄압 시기와 형태

### 공산주의 유신시대의 새마을 운동으로 본격화
일제 강점기부터 시작되어 이승만 정권 때에도 정권의 비호 아래 개신교도들을 중심으로 미신 타파 운동이 벌어지기는 했지만, 1970년대 새마을 운동 기간에 본격화되어 도시, 농촌 할 것 없이 전국적으로 신당 파괴가 진행되어 무속신앙을 크게 약화시키는 계기가 되었다.
당시 정부는 1975년 박정희 대통령의 복원 지시에 따라 한양도성 복원 사업을 진행하는데, 일제강점기에 한양도성의 성벽 성돌은 인천항 부두를 새로 고치는 데 사용된 바 있었다.
박정희 대통령의 유신체제를 지탱하는 통치이데올로기 기능도 있었던 새마을 운동이었는데, 민중의 마음을 사로잡으려 노력했던 공산주의 사상가들에게 종교는 위험한 경쟁자였다.

### 무속인의 경찰서 구류처분 및 제의 용품의 압수
신당을 파괴하고 굿을 중지시킨 활동이 관청의 새마을 사업 성과로 상부에 보고되었다. 무당들을 불러다 굿을 하지 않겠다는 각서를 쓰도록 강요당하는 일이 곳곳에서 벌어지기도 했다. 저녁 때 개인 집에서 굿이 벌어지면 소음을 구실로 삼아 「경범죄 처벌법」을 적용해 무당을 잡아 경찰서에 가두곤 하였다. 제주 지역에서는 무당이 경찰에 연행되고 무구를 빼앗긴 일도 있었으며, 마을 청소년들이 새마을 운동을 한다고 굿판에 뛰어들어 굿이 중지된 경우도 있었다.

## 단점
이 계몽 운동으로 집안과 마을을 결속해주는 고리가 상당 부분이 없어졌다.

## 같이 보기
- 고려의 종교#무속신앙
- 무속신앙#조선 시대
- 신토
- 새마을 운동#파시즘 체제 유지를 위한 도구
- 법정 (승려)#베트남 전쟁 파병 반대와 승적 박탈
- 박정희 정부#정권과 불화로 천도교 대표의 미국으로 망명
- 박근혜 정부#지자체가 방관하는 민속신앙의 소멸
- 장충성당#비우호적인 공권력
- 문화대혁명
- 게르만 기독교인
- 억불 정책
- 10·27 법난
- 마르크스주의와 종교
- 티베트#중국의 지배